# Чемпион (фильм, 1949)
«Чемпион» (англ. Champion) — чёрно-белый художественный фильм, спортивная драма с элементами нуара режиссёра Марка Робсона, вышедшая в 1949 году. В главных ролях задействованы Кирк Дуглас и Мэрилин Максвелл. Экранизация рассказа Ринга Ларднера.

## Сюжет
Майкл «Мидж» Келли (Кирк Дуглас) вместе с братом-калекой Конни (Артур Кеннеди) добираются автостопом до Калифорнии и устраиваются на работу в небольшой ресторанчик. Миджу подворачивается случай заменить боксера на ринге, на что он соглашается, будучи почти не готовым к настоящей борьбе. Он проигрывает поединок, во время которого его серьёзно избивают. Несмотря на проигрыш, потенциал в Мидже видит авторитетный менеджер Томми Хэйли (Пол Стюарт), который дает обещание провести парня в большой спорт.
Карьера Келли развивается не сразу. Поначалу он с братом работает в кафе, женится на дочери владельца, но жизненные обстоятельства и амбиции возвращают его к Томми Хэйли. Довольно быстро тренер делает из Келли отличного боксёра, брат Конни работает в команде будущего чемпиона. На пути к чемпионству Мидж Келли сталкивается с изнанкой бокса — договорными боями, воротилами спорта, деньгами, предательством. Мидж забывает о дружбе и чести, порывает с Томми, начинает тренироваться с другим тренером. Брат героя находит его жену Эмму и перевозит к семье — они ждут, что Мидж когда-нибудь вернётся. Он возвращается, когда умирает мама. Конни и Эмма хотят пожениться, для этого Мидж должен дать развод. Он одобряет их брак и приглашает на бой, но сердце его ещё не остыло к Эмме. Перед своим последним чемпионским боем Мидж снова тренируется с Томми Хэйли. Бой тяжёлый, его давний противник Джон Данн едва не побеждает, лишь в 12 раунде Мидж отправляет его в нокаут. А сам умирает в раздевалке на глазах тренера.

## В ролях
| Актёр            | Роль                   |
| ---------------- | ---------------------- |
| Кирк Дуглас      | Майкл «Мидж» Келли     |
| Мэрилин Максвелл | Грейс Дайамонд         |
| Артур Кеннеди    | Конни Келли            |
| Пол Стюарт       | Томми Хэйли            |
| Рут Роман        | Эмма Брайс             |
| Лола Олбрайт     | Палмер Харрис          |
| Луис Ван Рутен   | Джером «Джерри» Харрис |
| Гарри Шэннон     | Лью Брайс              |
| Эстер Говард     | миссис Келли           |

## Критика
Фильм был положительно воспринят большинством кинокритиков. Рейтинг картины на сайте Rotten Tomatoes составляет 92 %, основанных на 13 рецензиях.
Репортёр газеты The New York Times Босли Кроутер отметил режиссёрскую и актёрские работы, однако порицал то, настолько близко к рассказу Марк Робсон снял фильм.

## Награды и номинации
| Награды и номинации | Награды и номинации                      | Награды и номинации | Награды и номинации | Награды и номинации |
| Награда             | Категория                                | Номинант            | Результат           |                     |
| ------------------- | ---------------------------------------- | ------------------- | ------------------- | ------------------- |
| «Золотой глобус»    | Лучшая операторская работа               | Франц Плэнер        | Победа              |                     |
| «Золотой глобус»    | Наиболее перспективный новичок — женщина | Рут Роман           | Номинация           |                     |
| «Оскар»             | Лучший монтаж                            | Гарри В. Герстад    | Победа              |                     |
| «Оскар»             | Лучшая мужская роль                      | Кирк Дуглас         | Номинация           |                     |
| «Оскар»             | Лучшая мужская роль второго плана        | Артур Кеннеди       | Номинация           |                     |
| «Оскар»             | Лучшая операторская работа               | Франц Плэнер        | Номинация           |                     |
| «Оскар»             | Лучший адаптированный сценарий           | Карл Форман         | Номинация           |                     |
| «Оскар»             | Лучшая музыка                            | Дмитрий Тёмкин      | Номинация           |                     |